# Вісенте Мехія Коліндрес
Файл:File:Vicente Mejía Colindres.jpg
Вісенте Мехія Коліндрес (1878–1966) — президент Гондурасу в вересні-жовтні 1919 року; а також у 1929–1933 роках.

## Президентство
Вдалий початок його президентства був затьмарений Великою депресією, що розпочалась 1929 року. Був демократично обраним за результатами виборів 1928 року.